# توماس اورال
توماس اورال (آلمانی: Tomas Oral؛ زادهٔ ۲۴ آوریل ۱۹۷۳) بازیکن سابق و مربی فوتبال اهل آلمان است.
از باشگاه‌هایی که در آن بازی کرده‌است می‌توان به باشگاه فوتبال اف‌اس‌وی فرانکفورت اشاره کرد.